# Urani Rumbo
Urani Spiro Rumbo (ur. w grudniu 1895 we wsi Stegopuli k. Gjirokastry, zm. 26 marca 1936 we Wlorze) – albańska dziennikarka, nauczycielka, działaczka feministyczna.

## Życiorys
Była córką nauczyciela Spiro i Athinaji. Ukończyła szkołę w Filiates, gdzie pracował jej ojciec. W tym czasie nawiązała kontakty ze środowiskiem albańskich folklorystów i pisarzy, zaczęła też interesować się historią literatury albańskiej. Od 1910 uczęszczała do szkoły średniej w Janinie, ale jej naukę przerwał wybuch I wojny bałkańskiej.
W latach 1916–1917 pracowała we wsi Dhoksat (południowa Albania) jako nauczycielka w miejscowej szkole, a następnie w szkołach w Mingul i Nokovë. W 1919 została skierowana do pracy w szkole w Gjirokastrze. Rok później założyła pięcioletnią szkołę dla dziewcząt im. Koto Hoxhi (pełniła funkcję jej dyrektorki), uruchomiła także kursy zawodowe dla kobiet. W tym samym czasie zaczęła publikować serię artykułów w lokalnych czasopismach (Drita, Demokratia), poświęconych problemom edukacji kobiet.
23 listopada 1920 wraz z Hashibe Harshova i Xhemile Balili zakładała Związek Kobiet (alb. Lidhja e Gruas), jedną z pierwszych organizacji kobiecych w Albanii. Organizacja miała na celu zwalczanie dyskryminacji społecznej kobiet. Deklarację programową stowarzyszenia opublikowano w piśmie Drita. W 1923 organizacja działała na rzecz umożliwienia dziewczętom nauki w liceum w Gjirokastrze. 25 lipca 1924 Rumbo powołała do życia organizację Postęp (alb. Përmirësimi), organizującej kursy dokształcające dla kobiet. 
W 1930 została oskarżona przez władze o przygotowywanie wraz z dziewczętami ze szkoły im. Koto Hoxhi sztuk teatralnych, które miały kwestionować istniejący porządek społeczny. Rumbo odpowiedziała na te oskarżenia artykułem w piśmie Demokratia, uważając je za absurdalne. Mimo to przeniesiono ją do Wlory, gdzie pracowała w miejscowej szkole do końca życia.
1 marca 1961 została uhonorowana pośmiertnie tytułem Nauczyciela Ludu (alb. Mësuese e Popullit). Jej imię nosi szkoła podstawowa w Gjirokastrze. W 1977 ukazała się pierwsza biografia Urani Rumbo pióra Valentiny Mosko, a kolejna w 2008 autorstwa Iljaza Gogaja.